# Lista de deputados estaduais do Rio Grande do Sul da 50.ª legislatura
Esta é uma lista de deputados estaduais do Rio Grande do Sul. São relacionados o nome civil dos parlamentares que foram eleitos em 1998.

## Composição das bancadas
| Partido | Líder             | Bancada | Posição      |
| ------- | ----------------- | ------- | ------------ |
| PT      | Maria do Rosário  | 12 / 55 | Governo      |
| PPB     | Vilson Covatti    | 11 / 55 | Oposição     |
| PTB     | Iradir Pietroski  | 10 / 55 | Oposição     |
| PMDB    | Berfran Rosado    | 10 / 55 | Oposição     |
| PDT     | Vieira da Cunha   | 7 / 55  | Independente |
| PFL     | Onyx Lorenzoni    | 2 / 55  | Oposição     |
| PSDB    | Adilson Troca     | 2 / 55  | Oposição     |
| PSB     | Bernardo de Souza | 1 / 55  | Governo      |

## Deputados estaduais
| Número | Deputado                       | Partido | Votos   | Cidade onde nasceu   | Estado            |
| ------ | ------------------------------ | ------- | ------- | -------------------- | ----------------- |
| 14292  | Sérgio Zambiasi                | PTB     | 217.643 | Encantado            | Rio Grande do Sul |
| 13699  | Maria do Rosário               | PT      | 76.658  | Veranópolis          | Rio Grande do Sul |
| 11444  | Érico Ribeiro                  | PPB     | 74.587  | Camaquã              | Rio Grande do Sul |
| 25555  | Germano Bonow                  | PFL     | 68.639  | Porto Alegre         | Rio Grande do Sul |
| 14236  | Paulo Sérgio Moreira           | PTB     | 60.474  | Porto Alegre         | Rio Grande do Sul |
| 15177  | Cezar Busatto                  | PMDB    | 59.051  | Veranópolis          | Rio Grande do Sul |
| 11166  | Vilson Covatti                 | PPB     | 51.766  | Palmitinho           | Rio Grande do Sul |
| 14191  | Iradir Pietroski               | PTB     | 48.064  | Itatiba do Sul       | Rio Grande do Sul |
| 13160  | Edson Portilho                 | PT      | 44.049  | Sapucaia do Sul      | Rio Grande do Sul |
| 13113  | Flávio Koutzii                 | PT      | 43.615  | Porto Alegre         | Rio Grande do Sul |
| 11285  | Francisco Appio                | PPB     | 43.281  | Vacaria              | Rio Grande do Sul |
| 15140  | José Ivo Sartori               | PMDB    | 42.504  | Farroupilha          | Rio Grande do Sul |
| 11112  | João Fischer                   | PPB     | 42.068  | Taquara              | Rio Grande do Sul |
| 15138  | João Osório                    | PMDB    | 41.562  | Cachoeira do Sul     | Rio Grande do Sul |
| 12267  | João Luiz Vargas               | PDT     | 39.624  | São Sepé             | Rio Grande do Sul |
| 12125  | Giovani Cherini                | PDT     | 38.691  | Soledade             | Rio Grande do Sul |
| 15220  | Paulo Odone                    | PMDB    | 38.287  | Porto Alegre         | Rio Grande do Sul |
| 11123  | José Haidar Farret             | PPB     | 38.258  | Santa Maria          | Rio Grande do Sul |
| 15156  | Berfran Rosado                 | PMDB    | 37.873  | Rosário do Sul       | Rio Grande do Sul |
| 13133  | Luciana Genro                  | PT      | 36.665  | Santa Maria          | Rio Grande do Sul |
| 11200  | Maria do Carmo Bueno           | PPB     | 36.214  | Santa Bárbara do Sul | Rio Grande do Sul |
| 11122  | Frederico Antunes              | PPB     | 34.263  | Uruguaiana           | Rio Grande do Sul |
| 11240  | Adolfo Brito                   | PPB     | 34.095  | Sobradinho           | Rio Grande do Sul |
| 13413  | Ronaldo Zülke                  | PT      | 34.088  | São Leopoldo         | Rio Grande do Sul |
| 13655  | Dionilso Marcon                | PT      | 33.982  | Ronda Alta           | Rio Grande do Sul |
| 40200  | Bernardo de Souza              | PSB     | 33.708  | Pedro Osório         | Rio Grande do Sul |
| 11101  | Marco Peixoto                  | PPB     | 32.884  | Santiago             | Rio Grande do Sul |
| 12212  | Vieira da Cunha                | PDT     | 32.243  | Cachoeira do Sul     | Rio Grande do Sul |
| 12345  | Kalil Sehbe                    | PDT     | 31.921  | Caxias do Sul        | Rio Grande do Sul |
| 11250  | Valdir Andres                  | PPB     | 31.526  | São Luiz Gonzaga     | Rio Grande do Sul |
| 15115  | Giovani Feltes                 | PMDB    | 30.922  | São Leopoldo         | Rio Grande do Sul |
| 11222  | Otomar Vivian                  | PPB     | 30.443  | Caçapava do Sul      | Rio Grande do Sul |
| 13120  | Bohn Gass                      | PT      | 30.282  | Santo Cristo         | Rio Grande do Sul |
| 13777  | Maria Cecília Moreira Hypólito | PT      | 29.894  | Pelotas              | Rio Grande do Sul |
| 15150  | Alexandre Postal               | PMDB    | 29.726  | Guaporé              | Rio Grande do Sul |
| 13123  | Roque Grazziotin               | PT      | 29.113  | Antônio Prado        | Rio Grande do Sul |
| 12233  | Ciro Simoni                    | PDT     | 28.079  | Porto Alegre         | Rio Grande do Sul |
| 15205  | Jair Foscarini                 | PMDB    | 27.532  | Novo Hamburgo        | Rio Grande do Sul |
| 25222  | Onyx Lorenzoni                 | PFL     | 26.046  | Porto Alegre         | Rio Grande do Sul |
| 15369  | Mário Bernd                    | PMDB    | 25.394  | Porto Alegre         | Rio Grande do Sul |
| 15515  | Elmar André Schneider          | PMDB    | 25.247  | Estrela              | Rio Grande do Sul |
| 13240  | Ivar Pavan                     | PT      | 25.162  | Aratiba              | Rio Grande do Sul |
| 13444  | Luís Fernando Schmidt          | PT      | 25.099  | Lajeado              | Rio Grande do Sul |
| 12244  | Paulo Azeredo                  | PDT     | 23.798  | Montenegro           | Rio Grande do Sul |
| 13202  | Paulo Pimenta                  | PT      | 23.668  | Santa Maria          | Rio Grande do Sul |
| 14102  | Edemar Vargas                  | PTB     | 23.643  | Tupanciretã          | Rio Grande do Sul |
| 12230  | Adroaldo Loureiro              | PDT     | 23.148  | Santo Ângelo         | Rio Grande do Sul |
| 14120  | Manoel Maria dos Santos        | PTB     | 22.901  | Três Barras          | Santa Catarina    |
| 14233  | Eliseu Santos                  | PTB     | 22.574  | Porto Alegre         | Rio Grande do Sul |
| 14200  | Aloísio Classmann              | PTB     | 18.973  | Campo Novo           | Rio Grande do Sul |
| 14130  | Abílio dos Santos              | PTB     | 18.434  | Canoas               | Rio Grande do Sul |
| 45123  | Adilson Troca                  | PSDB    | 16.715  | Rio Grande           | Rio Grande do Sul |
| 14113  | Luís Augusto Lara              | PTB     | 16.222  | Bagé                 | Rio Grande do Sul |
| 14121  | Osmar Severo                   | PTB     | 16.193  | Venâncio Aires       | Rio Grande do Sul |
| 45135  | Jorge Gobbi                    | PSDB    | 13.795  | São Marcos           | Rio Grande do Sul |